# Last Dance (Stefania-Lied)
Last Dance (englisch für „Letzter Tanz“) ist ein englischsprachiger Popsong, welcher von einem Team um Dimitris Kontopoulos geschrieben wurde. Mit diesem Titel hat die griechisch-niederländische Sängerin Stefania Liberakakis Griechenland beim Eurovision Song Contest 2021 in Rotterdam vertreten.

## Hintergrund und Produktion
Bereits im März 2020 gab die griechische Rundfunkanstalt Elliniki Radiofonia Tileorasi bekannt, dass Stefania Griechenland beim kommenden Eurovision Song Contest vertreten werde, nachdem die Ausgabe 2020 aufgrund der fortschreitenden COVID-19-Pandemie abgesagt werden musste. Im Januar 2020 wurde bekanntgegeben, dass der neue Wettbewerbstitel den Namen Last Dance tragen werde.
Text und Musik wurden von Dimitris Kontopoulos und dem Team Arcade geschrieben, welche den Titel auch produzierten. Beim Schreiben des Textes war außerdem Sharon Vaughn involviert. Die Aufnahmen fanden unter der Leitung von Aris Binis in Athen statt. Die Abmischung erfolgte durch Andrei Konoplew, das Mastering durch Luca Pretolesi.

## Musik und Text
Der Dance-Pop-Titel handele davon, dass jedes Ende gleichzeitig auch einen Anfang darstelle. Er solle eine optimistische Botschaft verbreiten und stehe daher in Bezug zur Corona-Pandemie. Laut der Sängerin habe der Titel Einflüsse der Stilistik von Dua Lipa.
Der Titel ist aus zwei Strophen aufgebaut, welche sich jeweils durch einen Pre-Chorus und einen Refrain abwechseln. Nach der Bridge wird ein drittes Mal der leicht verkürzte Refrain gesungen.

## Beim Eurovision Song Contest
Die Europäische Rundfunkunion kündigte am 17. November 2020 an, dass die für den 2020 abgesagten Eurovision Song Contest ausgeloste Startreihenfolge beibehalten werde. Griechenland trat somit im zweiten Halbfinale in der ersten Hälfte am 20. Mai 2021 an. Am 30. März gab der Ausrichter bekannt, dass Griechenland mit der Startnummer 4 antritt. Die Choreografie wurde von Fokas Evangelinos entwickelt.
Mit ihrem Auftritt im zweiten Halbfinale erreichte sie das Finale, am 21. Mai 2021 wurde die Startreihenfolge bekanntgegeben. Stefania ist somit als zehnte von 26 Interpreten aufgetreten. Sie erreichte mit ihrem Beitrag schlussendlich den 10. Platz mit insgesamt 170 Punkten. Von der Jury erhielt sie zunächst 91 Punkte und war damit bereits auf Platz 10, durch das Televoting bekam sie noch 79 Punkte hinzu und erreichte damit bei den Zuschauern ebenfalls den 10. Platz.

## Veröffentlichung und Musikvideo

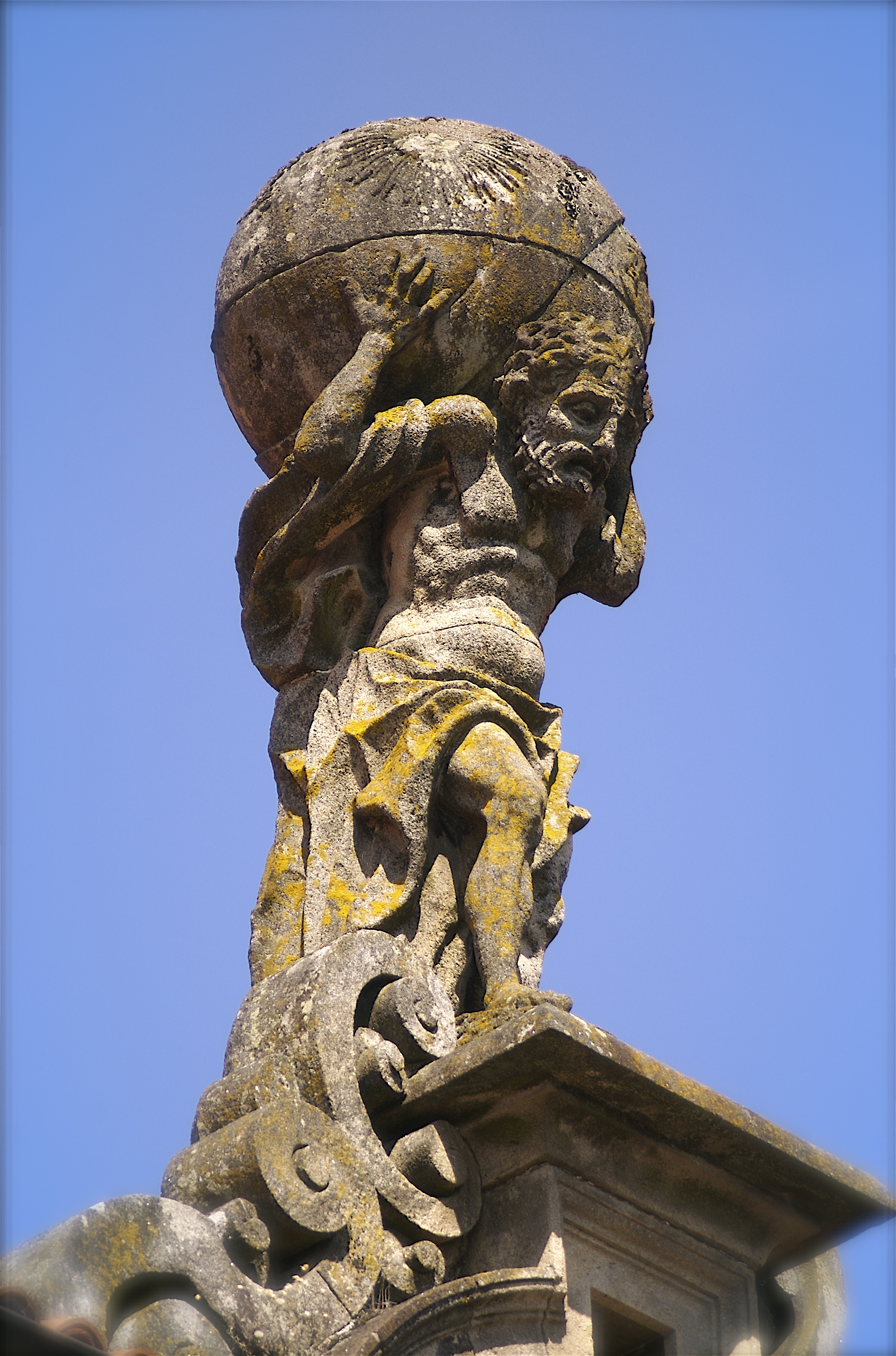
Das Musikvideo enthält Elemente aus der griechischen Mythologie. Atlas, welcher das Himmelsgewölbe stützt, wird im Clip von Georgi Nikolow gespielt.

Der Titel wurde als Musikstream am 12. März veröffentlicht. Zwei Tage zuvor erschien bereits das Musikvideo, welches unter der Leitung von Kostas Karydas entstand. Die Choreografie entstand durch Fokas Evangelinos. Das Video spiele in einer dystopischen Welt. Das Licht, welches im Clip die Dunkelheit durchströmt, stehe für den erwähnten Anfang nach dem Ende und der Tatsache, dass die schwierige Zeit, die die Welt gerade durchmache, bald wieder vorbei sei. Weiterhin zeigt das Musikvideo Elemente aus der griechischen Mythologie auf, wie etwa Pegasos und Atlas.

## Rezeption
Das Magazin Oneman.gr ist der Ansicht, dass Griechenland mit dem Titel nach mehreren schwierigen Jahren beim ESC wieder einen Platz unter den ersten zehn Teilnehmern erreichen könne. Nach acht Jahren habe man das „Eurovisions-Rezept“ wiedergefunden.